# 大日本除虫菊
大日本除虫菊株式会社（だいにほんじょちゅうぎく、英: Dainihon Jochugiku Company, Limited、登記上の商号: 大日本除蟲菊株式会社）は、大阪府大阪市西区土佐堀一丁目に本社を置く、殺虫剤など衛生薬品の製造・販売を行う日本の日用品メーカーである。
「金鳥」「KINCHO」（きんちょう）の商標名で知られる。

## 概要
アース製薬、フマキラーと並び、家庭用殺虫剤では日本の主要シェアを誇る。金鳥蚊取り線香は東南アジアでも市場占有率は高く、ほぼ日本と変わらぬ包装で市販されている。自社の製品で多くの害虫を殺虫していることから、毎年1月に加盟している業界団体の「日本家庭用殺虫剤工業会」で虫供養を実施している。
正式な社名より商標が浸透しているが、創業のきっかけを忘れないため「大日本除虫菊」の社名は堅持している。また、2020年現在でも東京証券取引所を含め、国内外の株式市場に上場していない。みどり会の会員企業で、三和グループに属している。企業スローガンは「昔も今も、品質一番の金鳥」。

### 除虫菊と渦巻型蚊取り線香
1885年（明治18年）、和歌山県有田郡の蜜柑農家の四男であった創業者の上山英一郎が、福沢諭吉の紹介で、アメリカの植物会社社長H・E・アモアと出会う。アモアから殺虫効果のある除虫菊の種苗を手渡された上山は、除虫菊の栽培農家を求めて各地を行脚する。そしてまず、乾燥させた除虫菊の粉末からノミ取り粉の製品化に成功する。その後、農家から蚊に効く除虫剤の製造を依頼された上山は、澱粉に除虫菊を混ぜた線香（蚊取線香）「金鳥香」の製造を開始する。最初は棒状であったが、燃えている時間が短い、細いため効果を上げるには何本も焚かなければならない、といった短所があった。
1895年（明治28年）上山英一郎の妻ゆきが、蚊取り線香を渦巻型に改良する着想を得る。改良の着想を得てから7年の歳月を費やし、1902年（明治35年）、現代にも続く「渦巻型蚊取り線香」を発売。これが評判となり、1905年（明治38年）には日本除蟲菊貿易合資會社を設立し、海外にも蚊取り線香の販売を開始する。1934年（昭和9年）には今日まで発売されている液体噴霧殺虫剤「キンチョール」（キンチョー＋オイルの造語）を発売。本格的な虫駆除を目的とした殺虫剤、日用品製造企業としての知名度を築き上げた。
なお1960年代から、除虫菊の殺虫成分であるピレトリンは使われておらず、住友化学が開発した合成ピレスロイドの「アレスリン」を使用している。

### 金鳥の由来
1910年（明治43年）に商標登録された「金鳥」は、同社発売の蚊取り線香の「金鳥香」に由来している。シンボルマークにはニワトリが描かれており、これは「鶏口となるも牛後となるなかれ」という故事成語から採られている。上山英一郎は、この一節を信条としており、業界の先駆者として「鶏口」になり、品質をはじめ、あらゆる面で他より優れたトップの存在でありたいという願いが込められている。また、シンボルマークのニワトリの胸の辺りには「上山」の判子を模したロゴが入っている。

## 沿革
- 1885年（明治18年）：和歌山県でみかん農園を営んでいた上山英一郎を、慶應義塾大学時代の恩師・福澤諭吉の紹介でアメリカ・サンフランシスコの植物会社社長のH・E・アモアが訪れる。珍しい植物種苗の交換を約束される。
- 1886年（明治19年）：アモアより、ビューハク（除虫菊）を含む各種の種苗が届く。
- 1887年（明治20年）：除虫菊の第一回収穫、試験的に除虫菊を製粉。蚤（ノミ）取り粉の製品化に成功。
- 1890年（明治23年）：除虫菊と澱粉を混ぜ合わせた棒状の蚊取り線香「金鳥香（きんちょうこう）」を発売。
- 1902年（明治35年）：｢渦巻き型蚊取り線香｣を発売。
- 1905年（明治38年）：｢日本除蟲菊貿易合資会社｣設立。
- 1910年（明治43年）：上山英一郎に勅定藍綬褒章受章が授与される。「金鳥」の商標を登録。
- 1928年（昭和3年）：フランス・ペルメル創案の家庭常備薬「ペルメル」を製造販売。
- 1934年（昭和9年）：｢キンチョール｣発売。発売当初は家庭用噴霧器に入れて使用する液体タイプであった。

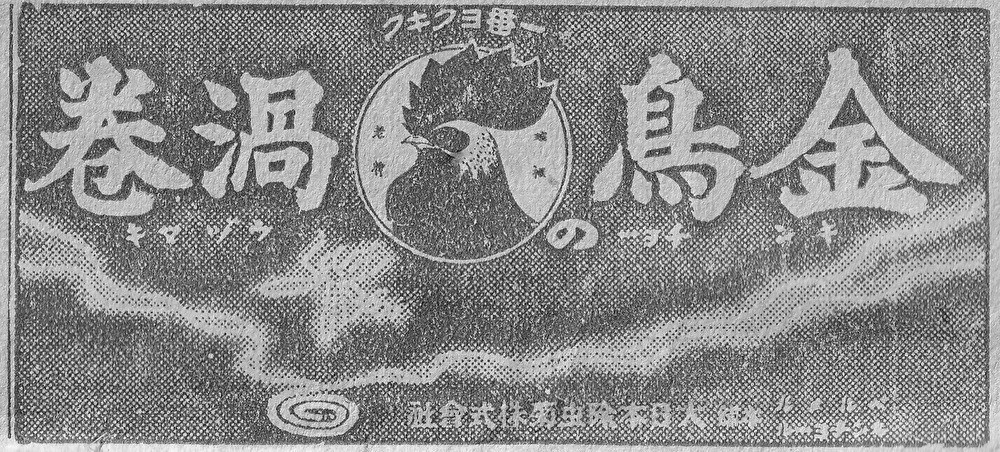
「金鳥の渦巻」の新聞広告
（1941年8月）

- 1935年（昭和10年）：商号を「大日本除蟲菊株式会社」に変更。
- 1936年（昭和11年）：東京支店開設。
- 1942年（昭和17年）：大阪市西区土佐堀に本社移転（現在の本社所在地）。上山勘太郎社長が東南アジア出張中、シンガポールで航空機事故に遭い、死去（享年53）。
- 1943年（昭和18年）：創業者・上山英一郎、死去（享年81）。
- 1952年（昭和27年）：｢キンチョール｣が日本初のエアゾール式殺虫剤として発売。
- 1959年（昭和34年）：サンポールの旧製造販売元だった「日本電酸工業株式会社」が東京都足立区で設立。
- 1967年（昭和42年）：金鳥蚊取り線香のテレビCMに歌手の美空ひばりを起用。
- 1969年（昭和44年）：日本電酸工業の商号を「サンポール株式会社」に変更。
- 1970年（昭和45年）：ワンタッチぞうきん 金鳥「サッサ」発売（殺虫剤以外の部門にも進出。多角経営のきっかけ）。
- 1973年（昭和48年）：金鳥「蚊取りマット」、金鳥「電子蚊取り器」発売。
- 1974年（昭和49年）：サンポール、会社更生法を申請。
- 1975年（昭和50年）：サンポール、会社更生法をまとめ再建へ。
- 1979年（昭和54年）：サンポール、アメリカのクロロックス社と提携。
- 1980年（昭和55年）：使い捨てカイロ 金鳥「どんと」発売。
- 1982年（昭和57年）：アメリカのクロロックス社、サンポールに資本参加、「サンポールクロロックス株式会社」に変更。
- 1983年（昭和58年）：タンス用防虫剤 金鳥「ゴン」発売（ピレスロイド成分の防虫剤としては世界初）。
- 1985年（昭和60年）：創業100周年。「サンポールクロロックス」が当社の傘下に入る。
- 1988年（昭和63年）：新本社ビル（大阪市西区土佐堀）落成。
- 1990年（平成2年）：｢キンチョウリキッド｣発売。サンポール株式会社の経営を譲り受ける。国際花と緑の博覧会（花の万博）に「グリーンアドベンチャー」出展。
- 1997年（平成9年）：タンス用防虫剤「ゴンゴン」発売。アメリカ・クロラックス（英語版）社の「コンバット」シリーズと家庭用クリーナーの販売権を取得。
- 2002年（平成14年）：｢カトリス｣発売。
- 2003年（平成15年）：｢カトリス｣の商品名を「蚊に効くカトリス」に変更。
- 2005年（平成17年）：住友製薬より大衆薬販売子会社・住友製薬ヘルスケアを買収、同社はダンヘルスケアに社名変更。
- 2007年（平成19年）：｢虫コナーズ｣発売。
- 2009年（平成21年）：｢ゴキブリがいなくなるスプレー｣発売。
- 2010年（平成22年）：｢蚊がいなくなるスプレー｣発売。和歌山工場（和歌山県海南市）竣工。長居球技場（大阪市東住吉区）のネーミングライツを取得し、「キンチョウスタジアム」とする。
- 2011年（平成23年）：大阪広告協会主催の「第54回大阪広告協会賞」を受賞。長年に渡りCMで多くの流行語を生み出したのが受賞理由。
- 2012年（平成24年）：蚊取線香「金鳥の渦巻」が「グッドデザイン・ロングライフデザイン賞」を受賞[9]。「キンチョール ハエ・蚊ハンター」「ゴキブリハンター」発売。
- 2015年（平成27年）：上山英介会長、死去（享年78）。
- 2017年（平成29年）：当社が保有する「日本における殺虫剤産業の発祥を示す資料」が日本化学会により化学遺産として認定される[10]。
- 2021年（令和3年）：第70回日経広告賞大賞受賞[11][12]。
- 2025年（令和7年）：住友化学から園芸用品販売子会社・住友化学園芸を買収、同社はKINCHO園芸に社名変更。

## 事業所
本社・大阪支店（中四国支店）
大阪府大阪市西区土佐堀一丁目4番11号
東京支店
東京都中央区東日本橋二丁目6番12号
仙台支店
宮城県仙台市青葉区本町二丁目2番3号 鹿島広業ビル6階
名古屋支店
愛知県名古屋市中区丸の内三丁目5番10号 住友商事名古屋丸の内ビルディング5階
福岡支店
福岡県福岡市博多区博多駅南三丁目5番9号
札幌営業所
北海道札幌市厚別区厚別中央2条5丁目3番31号 新札幌第一生命ビルディング4階

### 工場
大阪工場・中央研究所
大阪府豊中市大黒町一丁目1番11号
紀州工場
和歌山県有田市山田原180番地
和歌山工場
和歌山県海南市下津町丸田1180番地23
千葉工場・千葉研究室（旧日本電酸＝サンポール＝工場）
千葉県市原市玉前西二丁目5番1号

### 海外現地法人
- COCKSEC CHEMICAL INDUSTRY CO., LTD.（タイ・バンコク）
- 中山市金鳥化工有限公司（中国・広東省中山市）
- 上海金鳥化工有限公司（中国・上海市）

## 主な商品

### 家庭用殺虫剤・虫よけ剤
- 金鳥の渦巻（金鳥蚊取り線香）【防除用医薬部外品】
- 金鳥の渦巻 ミニサイズ【防除用医薬部外品】
- 金鳥の渦巻 大型 12時間用【防除用医薬部外品】
- 金鳥の渦巻 微煙（微煙タイプ蚊取り線香）【防除用医薬部外品】
- 金鳥の渦巻 森の香り【防除用医薬部外品】
- 金鳥の渦巻 ローズの香り【防除用医薬部外品】：通称「ピンクの蚊取り線香」。
- 金鳥の渦巻 ラベンダーの香り【防除用医薬部外品】
- 金鳥の渦巻 3種の香り【防除用医薬部外品】
- 金鳥の渦巻 PRO 太巻【防除用医薬部外品】
- 金鳥ハエ取り線香【防除用医薬部外品】：ハエにはもちろん、蚊にも効く。
- 天然除虫菊 金鳥の渦巻【防除用医薬部外品】
- 動物用金鳥の渦巻【動物用医薬部外品】
- 金鳥置き型かとり線香皿ゴールド
- 金鳥吊り下げ式かとり線香皿ブルー
- 金鳥ミニ吊り下げ式かとり線香皿オレンジ
- 金鳥吊り下げ式かとり線香皿PRO
- 線香立て
- キンチョール【防除用医薬部外品】
- 水性キンチョールジェット【防除用医薬部外品】
- キンチョール　ハエ・蚊ハンター【防除用医薬部外品】
- 虫よけキンチョールDF【防除用医薬部外品】
- 虫よけキンチョール ローズの香り【防除用医薬部外品】
- 虫よけキンチョール パウダーイン シトラスミントの香り【防除用医薬部外品】
- 金鳥粉剤【防除用医薬部外品】
- ゴキブリハンター【防除用医薬部外品】
- 水性コックローチJ【防除用医薬部外品】
- アリキンチョール
- アリがいなくなるシャワー液：グループ会社のKINCHO園芸からも「アリアトール巣ごとシャワー」の商品名（但し内容量は500ml及び2ℓ）で発売されている。
- アリゼロン
- ムカデ・アリコナーズ パウダー
- ダニがいなくなるスプレー【防除用医薬部外品】
- ダニよけハーブ
- ムカデキンチョール
- カメムシキンチョール（家屋用）
- コバエキンチョール
- クモ用キンチョールジェット
- スズメバチにも効く ハチ・アブ用ハンターZ PRO
- ハチの巣を作らせない ハチ・アブ用ハンター
- クモ用ハンター
- ゴキブリがいなくなるスプレー【防除用医薬部外品】
- 蚊がいなくなるスプレー【防除用医薬部外品】
- ヤブ蚊がいなくなるスプレー【防除用医薬部外品】
- ゴキブリムエンダー【防除用医薬部外品】
- コンバット（以前は大正製薬が展開していたが、アメリカ・クロラックスとの提携を機に譲渡される）【防除用医薬部外品】
- アリ用コンバットα
- キンチョウジェット【第2類医薬品】
- 蚊がいなくなるカトリス【防除用医薬部外品】
- おでかけカトリス【防除用医薬部外品】
- キンチョウリキッド【防除用医薬部外品】
- 金鳥かとりマット【防除用医薬部外品】
- プレシャワー（虫除け剤）【防除用医薬部外品】
- 虫コナーズ
- コバエコナーズ（コバエ専門の虫除け剤。ゴミ箱用プレートとスプレータイプの2種類）
- コバエがポットン（台所の流しに置くだけでコバエを駆除）
- ナメクジがいなくなるつぶつぶ
- 香リング
- チョウバエコナーズ 泡スプレー

### 業務用殺虫剤
※特定業者以外の購入は不可。
- 金鳥ULV乳剤E【第2類医薬品】：微量散布装置(ULV)用薬剤
- 金鳥ULV乳剤S【第2類医薬品】
- 金鳥スミチオン乳剤【第2類医薬品】
- 金鳥スミチオン乳剤LS【第2類医薬品】
- 金鳥ゴキブリ用スミチオンMC【第2類医薬品】
- 金鳥SNP乳剤A【第2類医薬品】
- 金鳥ダイアジノン乳剤【第2類医薬品】
- 金鳥エクスミン乳剤【防除用医薬部外品】
- 金鳥エクスミン乳剤-LA【防除用医薬部外品】
- 金鳥スミスリン乳剤【防除用医薬部外品】：シーバイエスでは、「トータルキラー　金鳥スミスリン乳剤」の商品名で発売
- ｢金鳥｣除虫菊乳剤【防除用医薬部外品】
- キンチョール液【防除用医薬部外品】
- 金鳥スミラブ粒剤【第2類医薬品】
- プロ用ハエ・カ駆除剤【防除用医薬部外品】
- プロ用ゴキブリ駆除剤【防除用医薬部外品】
- 水性プロ用ゴキブリ駆除剤【防除用医薬部外品】
- コックローチPA【第2類医薬品】
- 虫よけカトリス プロ用
- 虫よけカトリスプロ カートリッジ ストロング
- 業務用虫コナーズ
- 金鳥シロネン（シロアリ用殺虫剤）
- アリがいなくなる液剤：｢巣退治用アリキンチョール｣（業務用）の販売名変更品
- マックスフォース クァンタム：アリ駆除用ジェル剤
- マックスフォース ジェルK【第2類医薬品】：ゴキブリ用ジェル剤
- マックスフォースG【防除用医薬部外品】：ゴキブリ用毒餌剤
- マックスフォース マグナム【防除用医薬部外品】：ゴキブリ用ジェル剤
- キンチョウジェット霧タイプ業務用【第2類医薬品】：ゴキブリ・ダニ用全量噴射式エアゾール。業界初かつ唯一、セルフタイマー方式の遅延噴射ボタンを装着しており、ボタンを押してから10秒 - 20秒後に薬剤が噴出するので、退出時間に余裕があり、薬剤が顔にかかったり、薬剤を吸い込んだり、缶が倒れたりなどの事故が少ない。かつては家庭用も発売されていた。
- 園芸用キンチョールE（生産農家用）【農薬】：系統（JA）ルートのみでの取り扱いであるが、一部エーコープ店舗でも購入可能。カミキリムシ幼虫（テッポウムシ）駆除用に、専用3ウェイノズル（標準装着ボタン換装式）付属。同ノズルは自社扱いの家庭園芸用「園芸用キンチョールE」にも装着可能（同剤も登録内容は同一）。
- 動物用金鳥ETB乳剤【動物用医薬品】：畜体に直接噴霧できる寄生虫駆除剤。
- 動物用金鳥スミスリン乳剤【動物用医薬品】
- 動物用金鳥スミチオン乳剤K【動物用医薬品】
- 金鳥PPK水溶性粒剤S【動物用医薬品】
- 業務用フライキャッチャー オレンジ
- 業務用チョウバエバスター
- 調査用トラップ：｢ゴキブリキャッチャー｣の業務用仕様
- シロアリフォーム：シロアリ駆除エアゾール剤
- チャドクガ毒針毛固着剤：チャドクガの物理的駆除剤。本剤は【農薬】に該当しない（農作物保護目的で使用すると罰せられる）。
- 金鳥除虫菊乳剤3【農薬】：系統（JA）ルートのみでの取り扱い
- サンポール お徳用：一部ホームセンターでも購入可。3ℓ、5ℓの2サイズがある。
- サッサ：ワンタッチぞうきん（ノベルティ用）。3枚入りと5枚入りがある。

### 防虫剤
（ウールマーク認定商品）
- ゴンゴン

### 住宅用洗剤他
（｢ティンクル｣「アミライト フィルター洗浄スプレー」「ノロキンクリアPRO」「お米に虫コナーズ」「カーテンにカビがはえなくなるスプレー」「クリーンフロー トイレのニオイがなくなるスプレー」を除き、旧サンポールからの譲渡品）
- サンポール
- 浄化槽サンポール：（標準使用量では）浄化槽内の微生物に悪影響を及ぼさない中性タイプ。「トイレクリーナーポッシュ」→「リンスルサンポール」→「水洗サンポールS」を経て現在の商品名に。なお、液色はずっと青色透明で、研磨材不配合。水洗トイレにも使用できる。
- トイレ用ティンクル 直射・泡 2wayスプレー
- 水回り用ティンクル 防臭プラス：お酢成分（酢酸）配合。シンク・洗面台の水回りの汚れをしっかり除去。排水口の悪臭も防ぐ。
- お風呂用ティンクル すすぎ節水タイプ：お酢成分（酢酸）配合。すすぎがとってもラクに。お風呂そうじで、水も時間も節約！
- アミライト：網戸を外さずに使用できる網戸用洗浄剤。エアコンフィルターにも使える。
- アミライト フィルター洗浄スプレー
- ノロキンクリアPRO（キッチン・お部屋用/トイレ用）：ジェミニ型除菌成分配合。
- お米に虫コナーズ：米びつ用防虫剤
- カーテンにカビがはえなくなるスプレー
- クリーンフロー トイレのニオイがなくなるスプレー

### ワンタッチぞうきん
- サッサ
- 香るサッサ

### 使い捨てカイロ
- どんと：封を切るだけでもまずに暖まる使い捨てカイロ
- 貼れるどんと：｢どんと貼れる｣を改名
- 貼れる 香るどんと

### その他医薬品
- スミスリン：ピレスロイド系成分であるフェノトリンを主成分とした唯一のシラミ駆除用医薬品。ダンヘルスケアからも発売されている。かつては住友製薬（現在：住友ファーマ）が製造していた。なお、原体は住友化学が創生・生産しており、商標「スミスリン」も同社が保有している。（｢スミスリン｣は、フェノトリンの商品名である。）また、医療用外用疥癬治療剤「スミスリンローション5%」【医療用医薬品】は、クラシエ製薬から発売されている。
  - スミスリンパウダー【第2類医薬品】：粉剤タイプ。アタマジラミ、ケジラミの他コロモジラミにも効果があり、頭皮や皮膚の他、寝具や衣類にも使用できる。
  - スミスリンLシャンプータイプ【第2類医薬品】：スミスリンパウダーに比べ、使用方法が簡便な液剤のシャンプータイプ。シャンプーする要領で塗布し、5分待つだけでシラミ駆除効果を発揮。また液剤なので、シラミの成虫・幼虫だけでなく、その卵に浸透して殺卵効果もある。さらに本剤では除去されない毛に付着した卵や卵の殻を除去するための専用スキくしが添付されている。
  - スミスリンシャンプー プレミアム【第2類医薬品】：2018年5月から沖縄県やECサイト向けに先行発売し、体制が整ったことで2019年2月に全国発売。添加剤の改良により、感受性シラミへの速効性を高め、抵抗性アタマジラミの駆除も可能になったシャンプータイプ。泡を微細化・持続化したことで頭皮付近まで泡が行き渡り、シラミと薬剤の接触率が向上された。「スミスリンL シャンプータイプ」同様、髪に固着した卵（抜け殻を含む）を除去可能な専用くしが同梱される。

### 園芸用品
発売はグループ会社のKINCHO園芸が行っている。
- 園芸用キンチョールE（園芸用殺虫剤）【農薬】：カミキリムシの幼虫（テッポウムシ）の駆除に適した3ウェイノズル（折りたたみ式）を装着した園芸用殺虫剤。かつては3ウェイノズルが付属しない製品が自社より販売されていた。なお、付属の3ウェイノズルは前方の他上下にも噴出するという意味であり、カミキリムシの幼虫駆除時のみ用い、アブラムシなどを駆除する場合はノズルを折りたたんで（標準装着ボタンに戻して）使用する。

### 生産完了品
家庭用殺虫剤・虫よけ剤
- 金鳥香【医薬部外品】：棒状蚊取り線香
- 除虫粉【医薬部外品】
- 金鳥かやいらず【医薬部外品】：手巻き蚊取り線香。現在の「金鳥の渦巻」の前身
- ハエとり紙
- ハエとりリボン
- 金鳥臭虫薬：デリス製剤
- 金鳥BHC
- 金鳥DDT
- 金鳥XYZ
- 金鳥ABC
- 金鳥BZ（ビーゼット）：リンデン1%、ダイアジノン0.5%を含有する強力殺虫粉
- 金鳥リンデン香
- 金鳥の渦巻S【防除用医薬部外品】：（｢金鳥の渦巻 微煙｣に機能統合）
- 金鳥の渦巻S 小巻【防除用医薬部外品】：（｢金鳥の渦巻 ミニサイズ｣に継承）
- 金鳥の渦巻 太巻【防除用医薬部外品】：（｢金鳥の渦巻 PRO 太巻｣に継承）
- 金鳥電子蚊取り器
- キンチョウエイト【医薬部外品】：液体式電気蚊取り器。なお、後に発売された「キンチョウリキッド」との互換性はない。
- キンチョウリキッド Sセット【医薬部外品】：ボトルが完全に露出した、残量がはっきり分かるデザインの「キンチョウリキッド」専用器具。ボトルの装着はネジ式。ボトルの上に重量のある器具本体が乗る為、それを安定させる台座が付属。電源コードは器具本体下部から出ている。付属のボトルは30日用だが、60日用ボトルも使用できる。
- キンチョウリキッド 「カコロ」セット【医薬部外品】：ボトルが半分露出した、やぐらこたつ型の「キンチョウリキッド」専用器具。ボトル付のセット（60日用・30日用）の他、器具単体でも発売された。ボトルの装着はネジ式で、完全にネジ込むとボトル底面が床面より浮く。60日用ボトルと同時に発売された。
- キンチョウリキッドセット「すいすいくじら」【医薬部外品】：クジラを模した「キンチョウリキッド」専用器具。尾びれがスイッチとなっている。
- キンチョウリキッドスケルトンセット【医薬部外品】
- 金鳥120時間マット【医薬部外品】：専用器具（初回購入用パッケージ「金鳥120時間用マットセット」の蚊取り器具）で使用する、1枚で120時間効果が持続する蚊取りマット。初回購入用パッケージ「金鳥120時間用マットセット」は専用の蚊取り器具（マイコン使用お知らせタイマー付）と、120時間用マット「金鳥120時間マット」1枚で構成されている。
- 金鳥はえとりマット【医薬品】
- 金鳥VPプレート【医薬品劇薬】
- 金鳥ハエとり線香 アウトドア用線香皿セット【医薬部外品】：｢金鳥ハエとり線香｣に線香立て3個、金属製線香皿（線香立てと併用）2枚をセットにして金属缶に封入したアウトドア用セット。缶の蓋も裏返すことで線香皿として使える（但し、付属の線香立て併用で）。
- かとり線香皿 かとり貝：業界で初めて消火機能を搭載した貝型の線香皿。貝の蓋を閉じて酸素を遮断することで、燃焼途中の蚊取線香を一瞬で消火できる。
- コック・ローチA【医薬品】：塗布用エアゾール剤
- コックローチS【医薬部外品】
- コックローチSX【医薬部外品】：ジェットタイプのゴキブリ用エアゾール（油性）
- コックローチSII【医薬部外品】：速効性と残効性を両立したロングセラーのゴキブリ用エアゾール剤。折りたたみ式ノズル付（ノズルを水平に起こさないと噴射できない仕様）。ノックダウン剤イミプロトリン配合。ゴキブリに直接噴射はもちろん、予め進入口や通路に噴霧塗布しての待ち伏せ殺虫もできる。トコジラミ（ナンキンムシ）にも効く。（｢水性コックローチSII｣に継承）
- 水性コックローチ【医薬部外品】：｢水性コックローチSII｣のパッケージ・商品名違い。2003年の1シーズンしか販売されなかった。「コンバット」と統一感あるパッケージが特徴で、大サイズにはピンセット添付。
- 水性コックローチSII【防除用医薬部外品】：（｢水性コックローチJ｣に継承）
- コックローチ・ボックス
- コックローチ・シート
- コック・ローチ粒
- ゴキブリペント：組立式ボックスタイプの捕獲器
- ゴキペン【医薬部外品】：塗るタイプのゴキブリ駆除剤
- ゴキブリQ【医薬部外品】：ゴキブリ用毒餌剤。ホウ酸にフェニトロチオンマイクロカプセルを追加処方した組成。「コンバット」と入れ替えで販売終了。
- ゴキブリキャッチャー
- コバエキャッチャー
- ダニよけ用サッサ
- 金鳥スカイ - 忌避剤
- スカイミニ
- キンチョウスカイローション【医薬部外品】：ポンプタイプの虫よけスプレー。販売終了後、「プレシャワー」発売まで本ポジションの製品はエアゾールタイプの「虫よけキンチョール」のみであった。
- プレシャワーUV【防除用医薬部外品】：紫外線吸収剤配合により、紫外線による有効成分ディートの分解が少なく、虫よけ効果がより長続きするポンプ式虫よけスプレー。（お肌の日焼け止め剤ではない）サンドラッググループ向けには1年長く販売された。「アクティブプラス」と入れ替えで販売終了。
- プレパウダー【医薬部外品】：虫よけパウダー
- カトリス：金鳥初の携帯用電池式虫よけ器具（不快害虫用）
- 虫よけカトリス：上記製品のマイナーチェンジ版。なお、「カトリス」との互換性はない。この為、「カトリス」とは並行して販売された。
- 蚊に効くカトリス【防除用医薬部外品】
- おでかけカトリスウォッチタイプ【防除用医薬部外品】
- 虫よけグリーン
- ムシペン
- ワラジ虫・ダンゴ虫パウダー
- キンチョウ虫パウダー
- アリ用コンバット
- アリ用コンバット スティック付
- アリハンター
- 徹底退治アリの巣用液剤：｢巣退治用アリキンチョール｣（家庭用）の内容量を2倍（500ml→1ℓ）とした製品。（「アリがいなくなるシャワー液」に継承）
- キンチョウジェット霧タイプ（家庭用）【第2類医薬品】：世界初、セルフタイマー方式の遅延噴射ボタンを装着したスプレー薫煙剤。ボタンを押してから10秒 - 20秒後に薬剤の噴射が始まるので、退出時間に余裕があり、薬剤が顔にかかったり、薬剤を吸い込んだり、缶が倒れたりなどのトラブルが少なくなった。当初、6畳 - 8畳用のみであったが、後に15畳 - 20畳用、業務用もラインアップされた。
- 金鳥ダイアジノン乳剤（家庭用）【第2類医薬品】：ウジ・ボウフラ駆除剤。水で薄めて生息場所に散布する。ダイアジノン5%含有。本剤は農薬としては使用できない。
- 金鳥ノミとり首輪【動物用医薬部外品】
- 動物用金鳥ノミとり粉【動物用医薬部外品】
- 動物用キンチョウリキッド【動物用医薬部外品】
- ラポイ【医薬部外品】：独バイエル社製クマテトラリル配合殺鼠剤
- ねずみハンター

業務用殺虫剤
- 金鳥オルソ乳剤【医薬部外品】：業務用ウジ・ボウフラ駆除剤（オルトジクロロベンゼン・クレゾール乳剤）
- メルクデラン【農薬】：現在は「デラン」の商品名で、BASFジャパンより発売されている。
- メルクデランK【農薬】
- デランT【農薬】：現在は日本曹達で取り扱っている。
- デフタンフォグ【農薬】
- 金鳥ミカントップ乳剤【農薬】【医薬用外劇物】
- カメムシ用キンチョール乳剤
- グリアートフォルテ：不快害虫用ジェル剤

防虫剤
- ゴン：世界初のピレスロイド系防虫剤。衣類に匂いがつかず、また他の防虫剤と併用できる点が最大の特徴。開封後6ヶ月間有効。発売当初は洋服ダンス用のみであったが、後に引き出し用も発売された。引き出し用は当初、シートタイプ（1989年に「シートタイプ」として再発）であったが、後に紙製容器に薬剤紙を封入した仕様となり、他社が競合商品を発売するようになると、それに追従する形でプラスチック容器入りとなり、後に便利な「おとりかえサイン」が搭載された（それまでは入れた時期に合わせて付属の「お取替シール」を貼付する方式であった）。同時に洋服ダンス用にも「おとりかえサイン」が搭載された。（それまでは入れた時期に合わせて交換時期をスライドスイッチで（春・秋）設定する方式であった。）
- ゴンα（昇華性ピレスロイド（プロフルトリン）を使用した消える防虫剤。開封後6か月間有効。）
- ゴンゴンストール・ファー用
- ゴンゴンフレンズ（ウサギ・クマ・ネコのキャラクターが描かれている）
- ゴンゴンαアルファ（プロフルトリンを使用した消える防虫剤。開封後1年間有効。）
- ゴン&ハーブ
- 衣類に虫コナーズ

住宅用洗剤他（｢キンクリア｣「ノロキンクリア」「サピカ サンポールスプレー」「手指のキンクリア」を除き、旧サンポールからの譲渡品（一部旧サンポール時代に生産完了））
- キンクリア：業界初、リビング・トイレにも使えるアルコール除菌スプレー。水拭き・水洗い不要。
- ニューサンポール
- リンスルサンポール：中性タイプのトイレ用洗剤。「水洗サンポールS」へ継承。
- 水洗サンポールS：｢浄化槽サンポール｣へ機能統合
- お風呂サンポール：旧サンポール時代に生産完了
- 油汚れサンポール：｢ファンライト｣へ機能統合
- ファンライト：こすらずに油汚れを落とす泡スプレー（エアゾール）タイプの換気扇用洗浄剤。DMA配合。アルカリ性（水酸化ナトリウム1％含有）。
- ポッシュ（トイレ用・パイプ用）：前者は中性、後者は酸性（下記製品の前身）。なお、後者の用途は下記製品と同様。それぞれ「リンスルサンポール」「パイプポッシュスーパー」へ継承。
- パイプポッシュスーパー：発泡・発熱パワーの顆粒状酸性パイプクリーナー（トイレ・洗面所・浴室用）
- 電子レンジライト：電子レンジ用泡スプレー（エアゾール）洗浄剤
- レインラップ：繊維用防水スプレー。旧サンポール時代に生産完了。
- キッチンカビサワー：台所用カビ取り剤（塩素系）。スプレータイプ（キャップを半回転し、胴部を押してスプレー）。
- カベライト：ビニール壁紙用泡スプレー（エアゾール）洗浄剤。専用ブラシ付。
- バスカビ：浴室用泡スプレー（ハンドスプレー）式カビ取り剤（塩素系）。旧サンポールより譲受後、暫くして「バスカビサンポール」から改称。「バスカビサンポール」時代はつけかえ用のおまけにスプレー（本体のおまけにはレインコート）が封入されていた時期があった。また、末期の製品では同時期の他社製品同様に耐塩素チューブが採用され、化粧箱が省略されていた。化粧箱入りの製品は、津村順天堂の「カビハンター」にパッケージが類似していた。なお、化粧箱入り製品と末期の製品ではチューブの長さが異なり、スプレー部分の互換性は無かった。
- カビとり当番：フェルトペン式、塗るタイプの浴室用カビ取り剤（塩素系）。旧サンポール時代に生産完了。
- パイプシャワー：発泡・発熱パワーの排水パイプ用洗浄剤（塩素系）。用時、液剤と粉剤を排水パイプ内で混合して化学反応を起こさせる。発売当初は排水パイプをモチーフにしたデザインの容器で、粉剤は小室（赤キャップ）に封入されていたが、1995年頃より化粧箱入りとなり、容器はカビ取り剤のつけかえ用に類似した形状、キャップは赤青の2重キャップ（粉剤は青キャップ内に赤キャップで封入）となった。
- フロ釜ジェット：旧サンポール時代から発売。2つ穴（バランス釜・循環釜）用風呂釜洗浄剤。初期（旧サンポール時代）の製品は下の穴にセットして沸かすだけのワンタッチ式であったが、1994年よりネックが曲がるラクラクノズル付蛇腹式容器となった。
- 板東ジェット
- 板東サンポール
- プライ
- ニッペホームクリーナー：旧サンポール時代、一時期ニッペホームプロダクツ販売との契約（塗料売り場を除く）により取り扱っていたが、「油汚れサンポール」の発売により契約は打ち切られた。なお、現在はニッペホームプロダクツ販売にて取り扱っている。（製造販売元：ニッペホームプロダクツ販売）
- クロラックス
- ノロキンクリア（布製品用・キッチン用）：ジェミニ型除菌成分配合。
- サピカ サンポールスプレー：乳酸配合（塩酸・酢酸不使用）。使用後も防汚コート効果でキレイが約1週間続く。
- 手指のキンクリア【指定医薬部外品】

ワンタッチぞうきん
- ブルーサッサ：改良により「ハイサッサ」へ継承。
- キッチンサッサ
- サッサ電子レンジ用：ウェットシートタイプ。
- フロア用サッサ
- サッサOA機器用
- レンジ用サッサ：ウェットシートタイプ。
- 浴室カビ取り用サッサ：ウェットシートタイプ。（｢浴室カビ予防用サッサ｣に継承）
- ハイサッサ：鏡、ガラスを拭いてもベタつきにくく、曇りにくいソフト（フェルト）タイプ。
- 浴室カビ予防用サッサ：ウェットシートタイプ。
- サッサワイパー アミ戸・窓ガラス用

芳香剤・消臭剤・制汗剤（｢コロンZ｣は旧サンポールからの譲渡品、「サンポールコロン」「ニューゼット」は旧サンポール製品）
- クリーンフロー（お部屋用・トイレ用）：スプレーキャップ上部に揮散用フェルトを内蔵した2WAYタイプのスプレー消臭剤。スプレー後、置いておくことで香り・消臭効果が3時間程持続。お部屋用には青葉アルコールを、トイレ用には除菌剤をそれぞれ配合。
- クリーンフロー花の香り：造花型の置き型液体芳香消臭剤。青葉アルコール配合。
- クリーンフロー花の香りストレスガード
- カラーフロー：中空構造、スーパークリアゲルのインテリア性高い芳香消臭剤
- カラーフローG：上記製品のマイナーチェンジ版（中空構造ではない）
- カラーフローピュア：青葉アルコール配合、2層タイプ
- カラーフローアート
- パコ（ブーツ用・パンプス用）：ブーツ・パンプス除湿脱臭剤
- パコピタ!：つま先用インソール
- おそうじパコ：掃除機用芳香消臭剤
- サンポールコロン：トイレ消臭液
- コロンZ：ロングセラーのトイレ消臭液。強力化学反応により便器、便槽の匂いを素早く消臭。ゴミ箱や排水溝などにも使える。発売当初、サンポールのロゴは前面ラベル右下にあったが、21世紀に入ってからは商品名の上に移動された。終売まで容器やサンポールのロゴは変更されなかった。本品の容器は一時、「巣退治用アリキンチョール」に流用されていた時期があった。
- ニューゼット：トイレ消臭液
- 湿気当番E
- エフレッシュ【医薬部外品】：シートタイプの制汗剤

使い捨てカイロ
- どんとポチ：使い捨てカイロ用ベルト
- くつ用どんと
- 金鳥温熱パックA

入浴剤
- どんとホットマン【医薬部外品】（製造販売元：サンポール（現在：大日本除虫菊））
- おふろどんと【医薬部外品】（製造販売元：サンポール（現在：大日本除虫菊））
- おふろどんと花旅情【医薬部外品】
- 音浴湯【医薬部外品】

園芸用品
- グリーンパイル【肥料】：庭木用打ち込み式肥料（製造販売元：チッソ旭肥料）
- キンチョウカット【農薬】：非農耕地用除草剤
- キンチョウコッコ【肥料】：液体肥料

その他医薬品
- ペルメル【医薬品】

## エピソード
- 1994年、「キンチョウリキッド」がアース製薬の「アースノーマット」の本体[13] と薬液ボトル[14] の特許権を侵害したとして、大日本除虫菊を大阪地方裁判所に提訴した。大阪地方裁判所・大阪高等裁判所それぞれの判決で本体の特許は無効となった[15]。また薬液ボトルについては、薬液の溶媒を脂肪族系有機溶剤（油性）としていたたため、ブチルジグリコール（水性）を使用していたキンチョウリキッドにおいては特許侵害が認められず、アース製薬が敗訴した[16]。なお薬液ボトルの特許は、2004年1月31日に特許存続期間が満了している。山瀬まみが出演していたテレビCMで、山瀬がピンク色の河童であったこと、水性であることを強調していたのは、この裁判の影響である。
- 2006年7月、「カトリス」がアース製薬の「電池でノーマット」[17] の特許権を侵害したとして、アース製薬は大日本除虫菊に警告を送った。一方、大日本除虫菊は特許は無効だとして、アース製薬に対して差止権不存在確認訴訟を東京地方裁判所に申し立てた[18][19]。アース製薬も大日本除虫菊に対して製造・販売禁止を求める反訴を行った[20]。裁判で特許が無効になったことにより[21] 特許侵害が成立しなくなったため、両者ともに請求は棄却され、実質的にアース製薬が敗訴した。
- 2015年2月20日、効果がユスリカとチョウバエに限られる虫よけ剤「虫コナーズ」（衣類用スプレー剤はアリにも効果がある）が、紛らわしい表示をしているとして同業3社の競合品とともに、景品表示法第6条の規定に基いて消費者庁から措置命令を受けた[22][23]。同社はパッケージ表示を変更してテレビCM、販売を続けた。

## テレビ番組
- 日経スペシャル ガイアの夜明け 「ドキュメント 蚊取り線香～金鳥・フマキラー 夏商戦の舞台裏～」（2006年7月25日、テレビ東京）[24]

## テレビCM
金鳥のテレビCMは、長年電通関西支社の堀井博次、田井中邦彦、石井達矢、中治信博、山崎隆明らが中心となった堀井グループが制作しており、ユニークでシニカルな表現をされるものが多い。過去には、CMディレクターとして知られる川崎徹、市川準らが演出を担当していたこともある。
起用するタレントとの新鮮なミスマッチ感も相まって毎回話題となり、CM中のフレーズが流行語になる事も少なくない。CMには大阪を本拠とする企業であることから、掛布雅之、桂文珍、西川のりお、板東英二、岸部一徳、沢口靖子、藤原紀香、豊川悦司、ファーストサマーウイカなど関西出身、若しくは関西にゆかりのある芸能人・スポーツ選手を起用することが多い。またキンチョウリキッドのCMは、長年にわたり河童に扮した山瀬まみが出演している。
ただし「蚊取り線香」のCMに限り、博報堂関西支社が制作しており、基本的に笑いを指向しない、夏の情緒あふれるものとなっている。たいていはBGMにも演歌が用いられる が、1988年のみ原由子「GIRL」が使用された。CMの最後は「金鳥の夏、日本の夏。」のナレーションの後に『KINCHO』 のロゴをあしらった仕掛花火で締めることが恒例となっている。CMがハイビジョン撮影になった後も長らく90年代からのSDサイズ版を使ってきたが、2019年度のCMより、仕掛け花火の部分が再収録された。実写撮影のものを高速再生で編集しており、CGは一切使っていない。

### 流行語・決め台詞
ここでは代表的なものを紹介する。
- ルーチョンキ（キンチョール、1966年/桜井センリ）
- ハエのムサシは死んだのさ（キンチョール、1971年/平田隆夫とセルスターズ）
- 金鳥の夏・日本の夏（金鳥蚊取り線香、1967年 - 現在/美空ひばり、小柳ルミ子ほか[注 4]）
- トンデレラ、シンデレラ（キンチョール、1977年/研ナオコ）
- コックローチ、あっち向いてシュッ、あんたの負け[注 5]（コックローチS、1979年/海援隊）
- お友達になりたいわぁ![注 6]（サッサ、1979年/園佳也子）
- 耳にタコ出来た（どんと、1980年/ザ・ぼんち）
- ハエハエカカカ、キンチョール[注 7]・よろしいんじゃないですか（キンチョール、1981年/郷ひろみ、柄本明）
- キ、キ、金鳥マットです（金鳥マット、1981年/掛布雅之、三遊亭圓丈）
- 今日、耳日曜（どんと、1981年/ザ・ぼんち）
- ちゃっぷいちゃっぷい、どんとぽっちい（どんと、1983年/桂文珍、西川のりお）
- ホーンマかいな、そうかいな（金鳥マット、1984年/掛布雅之、西川のりお、たこ八郎）
- どんとギブ・ミー（どんと、1984年/桂文珍、西川のりお）
- ムシムシコロコロキンチョール（キンチョール、1985年/郷ひろみ、横山やすしほか）
- 亭主元気で留守がいい（ゴン、1986年/もたいまさこ、木野花）
- がんば〜りや〜、蚊のカッちゃん。（金鳥マット、1986年、掛布雅之、曾我廼家五郎八、坊屋三郎、加藤嘉ほか）
- 1も2もなくサンポール（サンポール※、1986年/板東英二）
- どんと入れンコ!（どんと、1986年/桂文珍、西川のりお、ダンプ松本）
- オス!メス!はいオスキンチョール1本〜![注 8]（キンチョール、1987年/郷ひろみほか）
- 相撲取りすっぽんぽんで風邪ひかん（おふろどんと、1987年/桂文珍ほか）
- 掛布は、そんなあなたが大嫌い（大好きです）。[注 9]（金鳥マット、1987年、掛布雅之ほか）
- ひとかけ、みこすりサンポール（サンポール※、1987年/板東英二）
- バスっと!!バスカビ（バスカビサンポール※、1987年/同上）
- ポットンポットン蚊がポットン、金鳥マットで蚊がポットン、そ〜れ、ポットン（金鳥マット、1988年/中村雅俊）
- 社長も社員も皆家族、聞け効けよく効けキンチョール、ア〜キケキケ!（キンチョール、1988年/中村雅俊、小松方正）
- カコロ、ハエコロ、キンチョール（キンチョール、1989年、1990年/中村雅俊）
- もっと端っこ歩きなさいよォ[注 10]（ゴン、1990年/美川憲一、ちあきなおみ）
- 蚊ドッキリ! リキッド蚊!（キンチョウリキッド、1990年/ジャッキー・チェン）
- アリアリコロコロ、アリコロコロ（ムシムシコロコロ、虫コロコロ）[注 11]（キンチョール、1991年/中村雅俊、間寛平、そのまんま東）
- ゴキブリQは、死ぬほどうまい（ゴキブリQ、1991年/南方英二、桑野信義、オスマン・サンコン）
- ピッチンパッチンピチパチプッチン（音浴湯、1991年/ポール牧、BABY'S）
- 30日、30日（60日、60日[注 12]）イッポンポン、キンチョウリキッドイッポンポン（キンチョウリキッド、1992年/近藤正臣ほか）
- 水から生まれたリューリュリュー（キンチョウリキッド/近藤正臣）
- アミリャート（アミライト/「太閤記」のパロディで登場人物全員が名古屋弁を話す）
- 寝たふりキンチョール!（キンチョール、1990年代後半/竹村健一）
- キン、キン、キンチョウリキッドは、油とチャウチャウベトベトチャウチャウ（キンチョウリキッド、1997年/山瀬まみ）
- 婆のお乳が揺れるとき〜金鳥サッサがホコリ取る〜、婆のお尻が揺れるとき〜金鳥サッサがツヤを出す〜（サッサ、1997年/桑原和男）
- タンスにゴンゴン、イザムンムン（ゴンゴン、1998年/IZAM）
- 監督、何でキャッチャーがゴキブリなんだよ!!（ゴキブリキャッチャー、1998年/デーブ大久保)
- タンスにゴンゴンよう効くねん（ゴンゴン、1999年/沢口靖子）
- ポールとポーラのサンポール（サンポール、2000年）
- つまらん! お前の話はつまらん!（水性キンチョール、2002年/大滝秀治、岸部一徳）
- ゴンゴン消えても年金消えたらアカンオカン! ゴンゴン消えてもパ・リーグ消えたら[注 13] アカンオカン!（ゴンゴン、2004年/沢口靖子）
- 2倍の速度でCM中・今日はスローでCM中(コンバット、2004年)
- 酢的な奥さん・シロガネーゼもダラシネーゼ（ティンクル、2005年/北斗晶）
- 私が消えたらどないすんの?（タンスにゴンゴンα消えるタイプ、2005年/田中裕子）
- スケスケ、ターマターマ、プカプーカ（カラーフロー、2005年）
- ズバッと、よ〜出るキンチョール〜・ブッシュッー!（水性キンチョールジェット、2006年/田中裕子）
- マコちゃん本当は55歳! いや〜ん （コンバット、2006年/高坂真琴）
- 長持ちするやつか、遠くまで飛ぶやつか、今夜はどっちのキンチョールがええんや?[注 14]（キンチョール、キンチョールジェット、2008年/豊川悦司）
- 買ってくれなきゃ、お仕置きよ（コンバット、2008年/人形浄瑠璃）
- ゴキブリ to the ヘブン（コンバット、2009年/舞闘冠）
- チョーキンのブリゴキがいなくなるレースプ。しかもほら「ゴいス～」（ゴキブリがいなくなるスプレー、2009年/夙川アトム）
- チョロリコロリのキンチョール（キンチョール、2010年/井川遥）
- キンチョリンコ[注 15]（キンチョール、2010年/同上）
- ちゃんゴキがいなくなるプースレ。「ゴいス」なのよ〜（ゴキブリがいなくなるスプレー、2010年/ムッシュかまやつ）
- こんなことでCMになるのかの、実験!（蚊に効くカトリス、2010年）
- 君も一発屋になってみないか?　なりたいかな?　不発よりはいいでしょ。（蚊がいなくなるスプレー、2010年/鼠先輩、ダンディ坂野）
- 結婚式の引き出物にキンチョール。…アリやな。（キンチョール、2011年/松本人志）
- あたしはいなくならないわよ!（ゴキブリがいなくなるスプレー、2012年・2013年/岡本夏生、2013年版では「CMも降りないわよ」とも言う）
- 私のすぐ後入っちゃイヤイヤ（クリーンフロー トイレのニオイがなくなるスプレー、2017年/永井日菜、関根優那、鈴木友梨耶、渡辺亜紗美（Cheeky Parade）・北村早樹子）
- プイーンプイーンプイーン…、これ、さすが日本を代表する殺虫スプレーやね（キンチョール、2017年 - 2022年/香川照之）

ほか
（※ 当時のサンポールは金鳥ではなく、旧サンポール時代のコピー）

### 物議を醸したCM
- 1981年に発表された「金鳥マット」のCMで、三遊亭圓丈が「カッカッカッカ、掛布さん、蚊に効くものは何でしょう」と言うシーンがあったが、吃音症を連想させるという理由で苦情が来たため、ほどなくして台詞が「カコカケ、ケコカケ、掛布さん、…」に変更された。また、圓丈の問いに対する掛布雅之の受け答えも「キ、キ、金鳥マットです」から「蚊には金鳥マットです」に改められた[26]。
- 1986年に発表された「ゴン」のCMで、主婦2人がニワトリをモチーフにしたセクシーアイドル風の恥ずかしい衣装でゴンのキャンペーンガールを務めるという内容だったのだが、その一方と同じ苗字（山田）の人がいじめられているという苦情がきたことで放送中止。キャンペーンガールの役を演じたのは木野花・もたいまさこであるが、どちらが「（最近マイホームを建てた）山田さんの奥さん」という設定であるかは不明。
- 1988年に発表された「ゴン」のCMで、嫁の横を通った義父に「ゴン」を買ってくるよう頼んだ途端に義父が倒れ、そこにやってきた娘が「おじいちゃんまた死んだふりしてる」と言うシーンがあったが、抗議が殺到したため、ほどなくして「死んだふり」を「寝たふり」に変更された。

## ラジオCM
ラジオではスポンサードしている番組がないため、スポットとしても流れることがほぼないが、夏場にキンチョール、おでかけカトリスと絡めたラジオCMをニッポン放送やABCラジオなどのAM局で放送している。毎年5月下旬に情報が公開され、その後放送される。このラジオCMも関西出身者が関西弁を使用する例が多々ある。また、キンチョールやおでかけカトリス以外でも大日本除虫菊の扱う商品をさらに絡めることもある。
2016年・2017年は『金鳥少年』シリーズ。学生の恋愛模様を題材としており、高山さん役を野田琴乃、大沢くん役を 山隈祐太郎 が務める。また、ナレーションはライス大、2017年度から後藤くん役を 遠岳大河 がつとめており、これらはすべて公式サイト上でも公開されている。このCMはリスナー間をはじめ多方面に話題を呼ぶこととなる。
また、2016年・2017年のACC TOKYO CREATIVITY AWARDS（2016年はACC CM FESTIVAL）において、ラジオCM部門の最高賞である総務大臣賞・ACCグランプリを受賞している。
2018年度は『殺虫剤占いシリーズ』『金鳥のいなくなるシリーズ』『いま聞きたいストーリー』。2019年度は『それを言ったら終わりの会』『G作家の小部屋』。2020年度は『なな子と光三郎』『もやる人』。2021年度は『虫コナーズで名言を』『Hさんの話』『ゴキブリと少年』。
2022年度は蚊に効く 虫コナーズプレミアムを用いた『「棒」シリーズ』で三坂賢二郎、内山絢貴、安富史郎、春木真里奈、アッテンベルジェ北田あやめ、りんが出演。

## CMキャラクター

### 現在のCMキャラクター
（2024年4月現在）
- 飯豊まりえ（金鳥蚊取り線香）
- 滝藤賢一（ティンクル、お肌の虫よけプレシャワー、ゴンゴン）
- 高田衿奈（お肌の虫よけプレシャワー）
- 奥村勲・小笠原長行（ハエ・蚊ハンター）
- ダビーナ・ロビンソン（ハチの巣を作らせないハチ・アブ用ハンター）
- 鈴木ヨシエ（クモ用ハンター）
- 北村総一朗（コバエコナーズ）
- 久保岡宗一（コバエがポットン）
- 林修（コックローチ ゴキブリがうごかなくなるスプレー、2019年までコンバット）
- 長澤まさみ・じろう（虫コナーズ）
- 栗塚旭（ガラスに虫コナーズ）
- 栗原類（ゴキブリハンター、2013年までハエ・蚊ハンター、クモ用ハンター）
- 池谷のぶえ（クリーンフロー トイレのニオイがなくなるスプレー）
- さとうほなみ（ゲスの極み乙女のほな・いこかで、ゴンゴン）
- ダイアン（蚊がいなくなるスプレー）
- やす子（コンバット）
- 山本耕史（ゴキブリムエンダー、ダニムエンダー）
- 佐久間宣行（お風呂の防カビムエンダー）
- 尾上松也・桂二葉（シンカトリ）

### これまでに起用されたキャラクター
- 桜井センリ（キンチョール）
- 小川真由美（キンチョール）

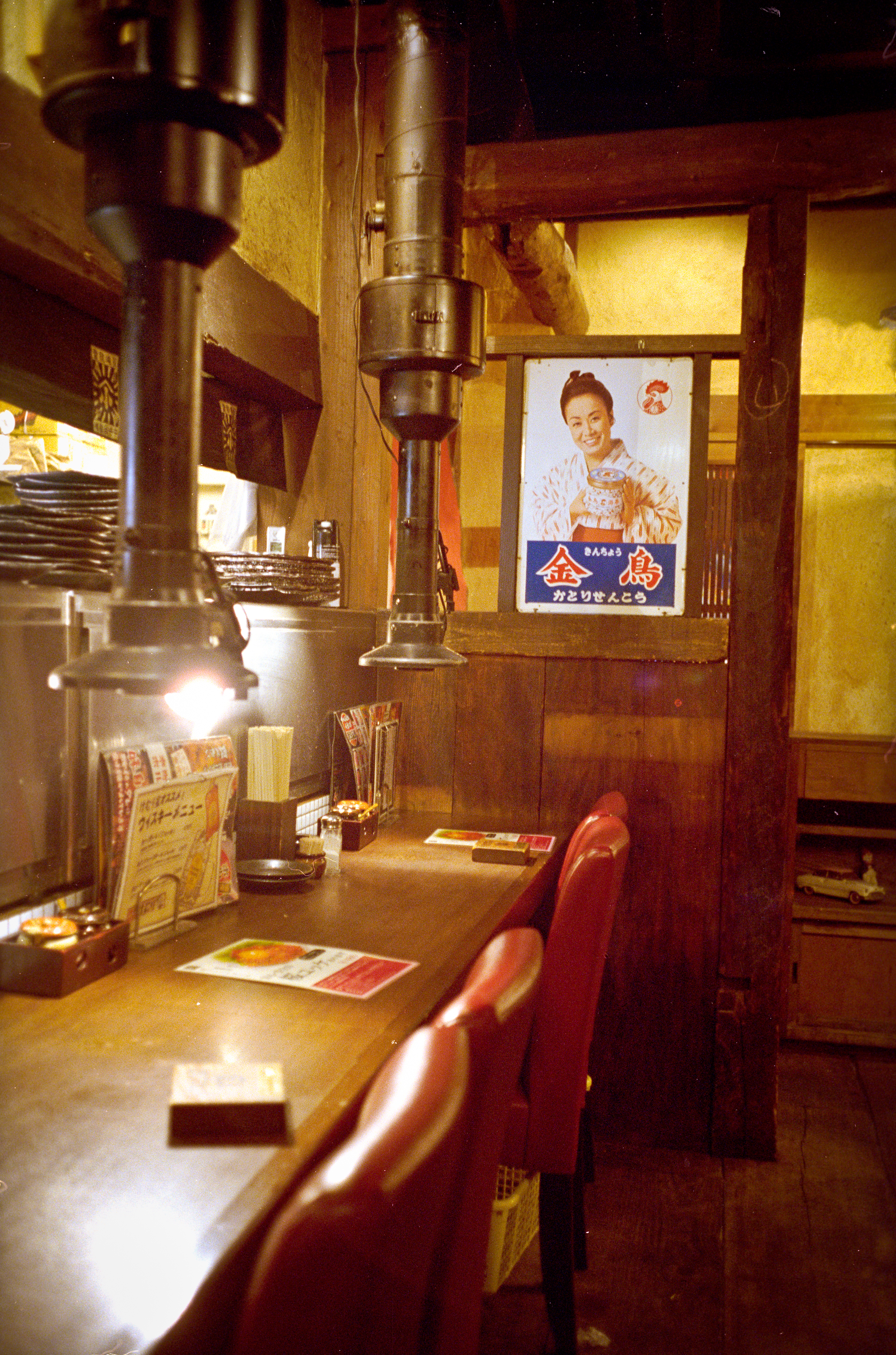
美空ひばりを起用した金鳥蚊取り線香のホーロー看板

- 研ナオコ（キンチョール）※ホーロー看板にも起用。
- 山田隆夫・吉川桂子（キンチョール）※出演当時は夫婦。
- 郷ひろみ（キンチョール）※現在は同業他社のアース製薬のCMに出演。
- 柄本明（キンチョール）※郷ひろみの相手役。
- 三遊亭圓丈（キンチョール、金鳥マット）
- 藤田元司（キンチョール）※郷ひろみの相手役。
- 横山やすし（キンチョール）※郷ひろみの相手役。
- 松本人志（キンチョール）
- 美空ひばり（金鳥蚊取り線香）
- 坂口良子・太宰久雄（金鳥蚊取り線香）
- 小柳ルミ子（金鳥蚊取り線香）
- 山咲千里（金鳥蚊取り線香）
- 十朱幸代（金鳥蚊取り線香）
- 石川さゆり（金鳥蚊取り線香）※前任の十朱幸代出演期にCMソングを担当した年がある。
- 寺井尚子（金鳥蚊取り線香）※後任の藤原竜也に交代後もBGMのバイオリン演奏を担当。
- 藤原竜也（金鳥蚊取り線香）
- キタキマユ（金鳥蚊取り線香）※藤原竜也の相手役。
- 長澤奈央（金鳥蚊取り線香）※藤原竜也の相手役。
- 瀧内公美（金鳥蚊取り線香）※藤原竜也の相手役。
- 海援隊（コックローチS）
- ミヤコ蝶々（コックローチS）
- ピンク・レディー（金鳥マット）
- 掛布雅之（コックローチS、金鳥マット）
- 山田邦子（コックローチS）
- 大島渚・梨元勝・黒姫山秀男（コックローチS）※黒姫山は出演当時、山響親方。
- 大屋政子（金鳥マット）
- たこ八郎（金鳥マット）
- 曾我廼家五郎八・坊屋三郎・加藤嘉（金鳥マット）
- ザ・ぼんち（どんと）
- 明石家さんま（どんと）
- 西川のりお（どんと、金鳥マット、ハイサッサ）
- 桂文珍（どんと、おふろどんと）
- ダンプ松本（どんと）
- 石井光三・Mr.オクレ（おふろどんと）
- 南方英二・松原智恵子（どんと）
- ジャッキー・チェン（キンチョウリキッド）
- 柳沢慎吾（サンポール）
- 板東英二（サンポール、バスカビサンポール）
- 中尾ミエ（サンポール、虫コナーズ）
- 中村雅俊（キンチョール、金鳥マット）
- 小松方正（キンチョール、ハイサッサ）
- 白龍光洋（タンスにゴン）
- もたいまさこ（キンチョール、タンスにゴン）
- 木野花（タンスにゴン、虫コナーズ）
- ちあきなおみ（タンスにゴン）
- 中村嘉葎雄（タンスにゴン）
- 美川憲一（タンスにゴン）
- 渡辺えり子（タンスにゴン、サンポール、フロ釜ジェット）
- 山田花子（サンポール）
- 10代目坂東三津五郎（キンチョール、虫よけキンチョール）※出演当時は5代目坂東八十助。
- 間寛平・そのまんま東（キンチョール、中村雅俊と共演。）
- 草彅剛（キンチョール、アミ戸用キンチョール）
- 近藤正臣（キンチョウリキッド）
- 長門裕之（キンチョウリキッド）
- 萩原健一（キンチョール）
- 竹村健一・加納典明（キンチョール）
- 桃井かおり（タンスにゴン）
- 美保純（タンスにゴン）
- 野村沙知代（タンスにゴン）
- 中山雅史（タンスにゴン、キンチョウリキッド）※愛称がゴンである事が縁。
- 室井佑月（タンスにゴンゴン）
- 大島蓉子（フロ釜ジェット）
- 李博士（イ・パクサ）（コックローチS）
- 4代目林家小染（サッサ）
- 園佳也子（サッサ）
- 桑原和男（サッサ）
- IZAM（タンスにゴンゴン）
- 沢口靖子（タンスにゴンゴン）
- 観月ありさ（蚊に効くカトリス）
- 大滝秀治・岸部一徳（水性キンチョール、蚊に効くカトリス）
- 夏木マリ・松嶋尚美（蚊に効くカトリス）
- 大友康平・藤原紀香（蚊に効くカトリス）
- 小池栄子（蚊に効くカトリス）
- 坂田明（コックローチS）
- 輪島功一（コックローチS）
- ポール牧（音浴湯）
- 宝田明（音浴湯）
- 青江三奈（殺虫剤全般[注 16]）
- 夢路いとし・喜味こいし（殺虫剤全般[注 17]）
- 髙嶋政宏・高嶋政伸（殺虫剤全般）
- 松田聖子（タンスにゴン）
- 高坂真琴（コンバット）
- 村上三奈（カラーフロー）
- 島木譲二（バスカビ）
- 夙川アトム（ゴキブリがいなくなるスプレー）
- 舞闘冠（コンバット）
- 豊川悦司（キンチョール）
- 井川遥（キンチョール）
- アクトロイド さら（プレシャワー）
- 坂根めぐみ（プレシャワー）
- 池谷のぶえ（プレシャワー、コンバット）
- 文月くん（プレシャワー、コンバット）
- ムッシュかまやつ（ゴキブリがいなくなるスプレー）
- 鼠先輩・ダンディ坂野（蚊がいなくなるスプレー）
- クリス松村（コンバット）
- 五月みどり（虫コナーズ）
- 新垣隆（コンバット）
- 土屋アンナ（タンスにゴンゴン）
- 島英臣・関根和歌香（ゴンゴン）
- 尾木直樹（キンチョール）
- 山瀬まみ（1997年から2012年までキンチョウリキッド、2013年から2016年キンチョール）
- 高畑淳子（虫コナーズ）
- 北斗晶（ティンクル）
- 佐々木健介（ティンクル、2014年）
- 永井日菜、関根優那、鈴木友梨耶、渡辺亜紗美（Cheeky Parade）・北村早樹子（クリーンフロー トイレのニオイがなくなるスプレー）
- MIO・YAE・太田和彦（ゴンゴン）
- 松尾スズキ（虫コナーズ）
- 香川照之（キンチョール、ゴキブリムエンダー）
- ファーストサマーウイカ（ゴンゴン）
- 笹野高史（蚊がいなくなるスプレー）
- 仲野太賀（虫コナーズ）
- 安藤玉恵（コンバット）

## スポンサー番組

### 現在
主に4月から9月までの間に集中的に番組のスポンサーにつき、残りの半年はスポットCMのみになる。番組によっては同業者のアース製薬もスポンサーになることがある。
- 日本テレビ系列
  - ヒルナンデス!（2018年4月 - ）
  - 秘密のケンミンSHOW極（ytv制作、2009年 - 2011年4月 - 9月、2012年4月 - 7月（同業者のアース製薬も5月からスポンサー）、2013年4月 - ）
  - ウェークアップ!
- テレビ朝日系列
  - 木曜ミステリー（2009年 - 、4月 - 7月）
  - 朝だ!生です旅サラダ（ABC制作、2012年4月 - 7月、2013年4月 - ）
- TBS系列
  - 日曜日の初耳学（MBS制作、2016年4月 - ）
  - サタデープラス（同上、2016年4月 - ）
  - 中居正広の金曜日のスマイルたちへ（2013年4月 - ）
  - THE TIME,（2022年4月 - ）※金曜日のみ
- テレビ東京系列
  - 無し
- フジテレビ系列
  - 土曜はナニする!?（カンテレ制作、2020年4月 - 7月、2021年4月 - ）
  - 呼び出し先生タナカ（フジテレビ制作、2023年4月 - ）

### 過去
- 日本テレビ系列
  - ベルサイユのばら
  - 鉄腕アトム
  - テレビ三面記事　ウィークエンダー
  - 踊る!さんま御殿!!
  - 魔女たちの22時
  - 金曜スーパープライム（2011年4月 - 6月）
  - スター☆ドラフト会議（2012年4月 - 7月）
  - ザ!世界仰天ニュース（2013年4月 - 9月）
  - スターウルフ（読売テレビ製作全国ネット）※第16話 - 第24話のみ（こちらを参照）
  - スター爆笑Q&A（同上）
  - どっちの料理ショー→新どっちの料理ショー（同上）
  - ダウンタウンDX（同上、2011年4月 - 8月）
  - ウェークアップ!ぷらす（同上）
  - 名探偵コナン（同上）
- TBS系列
  - 火曜9時ドラマ (TBS)
  - 渡る世間は鬼ばかり（2011年4月 - 6月）
  - ぴったんこカン・カン（2011年4月 - 9月）
  - 爆報! THE フライデー（2012年4月 - 7月）
  - 月曜ゴールデン（2011年4月 - 6月、2012年4月 - 7月、2013年4月 - ）
  - もてもてナインティナイン（2013年4月 - ）※後半ナショナルセールス枠
  - 野生の王国（MBS制作）
  - 知っとこ!（同上、2012年4月 - 7月、2013年4月 - ）
  - 世界の日本人妻は見た!（同上、2013年4月 - ）
- フジテレビ系列
  - クイズ!ヘキサゴンII
  - HEY!HEY!HEY! MUSIC CHAMP（2011～2012年4月 - 8月）
  - カスペ!（2009年4月 - 8月、2012年4月 - 8月）
  - 奇跡体験!アンビリバボー（2012年4月 - 6月）
  - 金曜プレステージ（2008年 - 2011年4月 - 9月、2012年4月 - 7月、2013年4月 - ）
  - 情報プレゼンター とくダネ!（2012年4月 - 7月、2013年4月 - ）※水曜のみ
  - 三枝の爆笑美女対談（関西テレビ制作・後期の複数社）
  - スーパーナイト→EZ!TV（フジテレビ・関西テレビ）22時前半の筆頭スポンサーだったが、2002年3月末で降板（後継はTOYOTA）。
  - Mr.サンデー（フジテレビ・関西テレビ共同制作）
  - 新説!所JAPAN（関西テレビ制作、2019年4月 - 6月、カラー表示。）
- テレビ朝日系列
  - ワイド!スクランブル（2011年4月 - 6月）※金曜日のみ
  - ナニコレ珍百景（2011年4月 - 7月、2012年5月 - 7月）
  - 木曜ドラマ（2012年4月 - 7月）
  - 巨泉の使えない英語（朝日放送制作全国ネット）※番組限定CM「KINCHOの通じない英語」を放送していた。
  - たけしの健康エンターテインメント!みんなの家庭の医学（朝日放送制作全国ネット）（2011年4月 - 7月）
  - 情報満載ライブショー モーニングバード!（2011年4月 - 6月、2012年4月 - 7月、2013年4月 - ）※金曜日のみ→木曜日のみ（2013年）
  - 土曜ワイド劇場（2011年4月 - 6月、2012年4月 - 6月、2013年4月 - 6月）
  - 世界の村で発見!こんなところに日本人（朝日放送制作全国ネット）
- テレビ東京系列
  - 開運!なんでも鑑定団
  - いい旅・夢気分（2011年4月 - 6月）
  - たけしのニッポンのミカタ!（2011年4月 - 6月）
  - 所さんの学校では教えてくれないそこんトコロ!（2012年4月 - 7月）
  - 水曜ミステリー9（2012年4月 - 7月、2013年4月 - ）
  - 和風総本家（テレビ大阪制作、2012年4月 - 7月、2013年4月 - ） ほか多数。

### 一社提供番組（過去）
※関西テレビの制作でフジテレビ系列で日曜日の放送（在阪テレビ局の中では関西テレビと最も密接であり、時間帯問わずスポット枠が流れている）。提供ナレーション時の読みは「昔も今も品質一番の金鳥 創業明治18年（1885年）」であった。
- スターご勝手対談
  - 提供表示は1988年9月25日まで提供金鳥創業明治18年表示だった。
- KINCHOおもしろ倶楽部
  - たけしのここだけの話→新伍&紳助のあぶない話
- KINCHO SUPER PRESENT
  - CASINO SAURUS→CASINO SAURUS NEW
- Grade-A（ただし22:00 - 22:30の部分のみ、フジテレビとの共同制作）

### その他
- パネルクイズ アタック25（朝日放送制作・テレビ朝日系列）：1986年4月から半年間のカウキャッチャー（2016年以降の4月から6月までのスポンサー）。
- アップダウンクイズ→クイズ!!ひらめきパスワード（毎日放送制作・TBS系列）：ロート製薬一社提供時代の夏季限定のヒッチハイク。
- 1980年代中心に在阪テレビ局制作・全国ネットのテレビ番組において夏季限定で提供される事が多かった。

現在は主に上記の複数社提供番組やスポット枠でCMを流している。